# Orthopsyche colonica
Orthopsyche colonica là một loài Trichoptera trong họ Hydropsychidae. Chúng phân bố ở miền Australasia.